# I pugni in tasca
I pugni in tasca è un film del 1965, scritto e diretto da Marco Bellocchio, all'esordio nella regia di un lungometraggio.
Si tratta di un film manifesto, per certi versi anticipatore della contestazione giovanile del Sessantotto , ed è stato selezionato tra i 100 film italiani da salvare.

## Trama
La storia si svolge in una grande casa sull'Appennino piacentino dove quattro fratelli, tre maschi adulti ed una donna, vivono con la madre, anziana vedova, cieca. Augusto, il fratello maggiore, è l'unico ad avere una vita lavorativa e sociale: avvocato, ha una fidanzata e vede gli amici a Piacenza, dove frequenta regolarmente una prostituta per soddisfare i propri bisogni sessuali. I suoi fratelli, invece, quasi non escono di casa.
Nella scena iniziale del film Augusto legge una lettera realizzata con ritagli di giornale da sua sorella Giulia, nella quale afferma di essere rimasta incinta di lui e che Lucia (l'attuale fidanzata) è per lui soltanto un passatempo e che dovrebbe immediatamente lasciarlo. Subito dopo si scopre che Lucia ha fatto leggere la lettera a sua madre, causando una discussione tra lei e Augusto.

Sandro, apparentemente normale, o meglio, capace di controllarsi grazie ai farmaci contro il male che affligge la famiglia - l'epilessia - è chiuso nell'universo della casa e della propria stanza, dove nutre morbose fantasie d'amore e morte. Il fratello Leone è epilettico e pazzo, mentre la sorella Giulia si vuole ora alleata al fratello maggiore, rappresentante del potere in casa, conservatore e superficiale, ora complice dell'introverso Sandro, tra le atmosfere claustrofobiche degli interni.

Lou Castel e Paola Pitagora in una scena del film

Sandro medita una strage in cui la famiglia incontri la morte per mano sua, e lasci libero Augusto di vivere la propria vita nell'agio, senza dover ipotecare la propria giovinezza per occuparsi del resto della famiglia. In occasione di una visita al cimitero in cui si mette alla guida dell'automobile di famiglia, lascia al fratello un biglietto con la propria confessione e parte con la madre, la sorella ed il fratello malato su di una strada che conduce ad un dirupo. Al momento cruciale però ferma l'auto e la famiglia torna a casa, alla vita di sempre.
In realtà la distruzione è solo rinviata: in breve tempo Sandro prima uccide la madre, sospingendola in un burrone, poi medita di annega il fratello Leone nella vasca da bagno, dopo la somministrazione di una sovraddose di farmaci. Durante le esequie della madre, poi, Sandro confessa a Giulia il matricidio. La sorella all'inizio non vuole credergli ma, quando muore anche Leone, Giulia capisce tutto e sviene, rotolando giù dalle scale. Soccorsa, rimane bloccata a letto per l'incidente. Il desiderio di affermazione e di riscatto di Sandro sembrerebbe essersi compiuto, ma la fine di un passato soffocante non fornisce garanzie di futuro: il male è in agguato, e Sandro muore a causa di un grave attacco epilettico senza che Giulia si muova in suo soccorso.

## Produzione
Il titolo in fase di lavorazione era Epilessia. Il film venne realizzato in grande economia e circolò con una distribuzione indipendente. La famiglia Bellocchio contribuì alla realizzazione del film: il fratello del regista, Tonino, finanziò l'opera con cinquanta milioni, mentre l'interno della casa è quello della madre del regista.
Le riprese in esterno furono girate tra Bobbio e Piacenza, mentre il montaggio fu curato da Silvano Agosti, che usò lo pseudonimo di Aurelio Mangiarotti (un suo amico muratore che viveva in Francia). Per completare il lavoro, Silvano Agosti impiegò 26 giorni in totale autonomia.

### Cast
Per il ruolo di protagonista era stato contattato Gianni Morandi, il quale accettò di interpretare il ruolo di Alessandro, ma la sua casa discografica, la RCA, si oppose affermando che una scelta del genere avrebbe rovinato la sua carriera e, a malincuore, Morandi fu costretto a rinunciare. Per il ruolo di Giulia, Bellocchio aveva pensato a Susan Strasberg e a Raffaella Carrà, mentre per quello di Augusto a Maurice Ronet.
Lou Castel, nel ruolo di Alessandro, è riuscito genialmente a modificare il suo personaggio, aggiungendovi una dolcezza imprevista che lo rende ancora più crudele e tagliente. Meravigliose le scene in cui si abbandona totalmente a se stesso pensando di non essere visto (per esempio davanti alla madre cieca).
Durante le riprese Castel aveva spesso reazioni esilaranti o violente, costringendo la troupe a interrompere le riprese o il regista a modificare una scena; Masè reagiva male alle provocazioni di Castel, giungendo anche a schiaffeggiarlo. Pur recitando in italiano nel film, Castel fu doppiato a causa del forte accento straniero.

## Distribuzione
L'opera prima di Bellocchio, rifiutata dalla Mostra veneziana diretta da Luigi Chiarini, vinse il Premio Città di Imola (attribuito in precedenza tra gli altri a Ermanno Olmi, Eriprando Visconti, Gian Franco De Bosio, Pier Paolo Pasolini per Il vangelo secondo Matteo), premio che intendeva rappresentare il gusto e la passione per il cinema della provincia italiana. Bellocchio non poté ritirare personalmente il premio (una statuetta rappresentante un Grifone dorato), perché ricoverato all'Ospedale Militare del Celio a Roma, ma si affezionò alla città di Imola, tanto da girarvi nel 1966 il suo secondo film, La Cina è vicina.
I pugni in tasca fu proiettato per la prima volta in pubblico il 31 ottobre 1965 (v.c. n. 45471 del 28 luglio 1965). Fu distribuito anche in Francia (Les poings dans les poches - Hyères, maggio 1966 - 85'), Germania Occidentale (Mit der Faust in der Tasche - 5 dicembre 1969 - 108'), Gran Bretagna (Fists in the Pocket - 1966 - 113') e USA (Fist in His Pocket - 1968 - 105').

## Riconoscimenti
- 1966 – Nastro d'argento
  - Miglior soggetto
- Festival del cinema di Locarno
  - 1965 - Vela d'argento al Festival di Locarno (miglior regia)